# 55. ceremonia wręczenia nagród Brytyjskiej Akademii Filmowej
55. ceremonia rozdania nagród Brytyjskiej Akademii Sztuk Filmowych i Telewizyjnych miała miejsce 24 lutego 2002 roku. Najwięcej statuetek, bo aż cztery, otrzymał film Władca Pierścieni: Drużyna Pierścienia.

## Nominacje
Laureaci oznaczeni są wytłuszczeniem

### Najlepszy film
- Władca Pierścieni: Drużyna Pierścienia
- Piękny umysł
- Amelia
- Moulin Rouge!
- Shrek

### Najlepszy brytyjski film
- Gosford Park
- Dziennik Bridget Jones
- Harry Potter i Kamień Filozoficzny
- Iris
- Seks, miłość i rock’n’roll

### Najlepszy film zagraniczny
- Amores perros, Meksyk
- Amelia, Francja/Niemcy
- W cieniu słońca, Brazylia/Francja/Szwajcaria
- Monsunowe wesele, Francja/Niemcy/Indie/Włochy/USA
- Pianista, Austria/Francja/Niemcy/Polska

### Najlepszy reżyser
- Peter Jackson – Władca Pierścieni: Drużyna Pierścienia
- Robert Altman – Gosford Park
- Ron Howard – Piękny umysł
- Jean-Pierre Jeunet – Amelia
- Baz Luhrmann – Moulin Rouge!

### Najlepszy aktor
- Russell Crowe – Piękny umysł
- Jim Broadbent – Iris
- Ian McKellen – Władca Pierścieni: Drużyna Pierścienia
- Kevin Spacey – Kroniki portowe
- Tom Wilkinson – Za drzwiami sypialni

### Najlepsza aktorka
- Judi Dench – Iris
- Nicole Kidman – Inni
- Sissy Spacek – Za drzwiami sypialni
- Audrey Tautou – Amelia
- Renée Zellweger – Dziennik Bridget Jones

### Najlepszy aktor drugoplanowy
- Jim Broadbent – Moulin Rouge!
- Hugh Bonneville – Iris
- Robbie Coltrane – Harry Potter i Kamień Filozoficzny
- Colin Firth – Dziennik Bridget Jones
- Eddie Murphy – Shrek

### Najlepsza aktorka drugoplanowa
- Jennifer Connelly – Piękny umysł
- Judi Dench – Kroniki portowe
- Helen Mirren – Gosford Park
- Maggie Smith – Gosford Park
- Kate Winslet – Iris

### Najlepszy scenariusz adaptowany
- Ted Elliott, Terry Rossio, Roger S.H. Schulman i Joe Stillman – Shrek
- Akiva Goldsman – Piękny umysł
- Richard Curtis, Andrew Davies i Helen Fielding – Dziennik Bridget Jones
- Richard Eyre i Charles Wood – Iris
- Philippa Boyens, Peter Jackson i Fran Walsh – Władca Pierścieni: Drużyna Pierścienia

### Najlepszy scenariusz oryginalny
- Jean-Pierre Jeunet i Guillaume Laurant – Amelia
- Julian Fellowes – Gosford Park
- Baz Luhrmann i Craig Pearce – Moulin Rouge!
- Alejandro Amenábar – Inni
- Wes Anderson i Owen Wilson – Genialny klan

### Najlepsza muzyka
- Craig Armstrong i Marius De Vries – Moulin Rouge!
- Yann Tiersen – Amelia
- Howard Shore – Władca Pierścieni: Drużyna Pierścienia
- Angelo Badalamenti – Mulholland Drive
- Harry Gregson-Williams i John Powell – Shrek

### Najlepsze zdjęcia
- Roger Deakins  – Człowiek, którego nie było
- Sławomir Idziak – Helikopter w ogniu
- Bruno Delbonnel – Amelia
- Andrew Lesnie – Władca Pierścieni: Drużyna Pierścienia
- Donald McAlpine – Moulin Rouge!

### Najlepszy montaż
- Mulholland Drive – Mary Sweeney
- Helikopter w ogniu – Pietro Scalia
- Amelia  – Hervé Schneid
- Władca Pierścieni: Drużyna Pierścienia – John Gilbert
- Moulin Rouge! – Jill Bilcock

### Najlepsza scenografia
- Władca Pierścieni: Drużyna Pierścienia
- Gosford Park
- Harry Potter i Kamień Filozoficzny
- Moulin Rouge!
- Planeta Małp

### Najlepsze kostiumy
- Gosford Park
- Harry Potter i Kamień Filozoficzny
- Władca Pierścieni: Drużyna Pierścienia
- Moulin Rouge!
- Planeta Małp

### Najlepsza charakteryzacja i fryzury
- Amelia
- Gosford Park
- Harry Potter i Kamień Filozoficzny
- Władca Pierścieni: Drużyna Pierścienia
- Moulin Rouge!

### Najlepszy dźwięk
- Moulin Rouge!
- Helikopter w ogniu
- Harry Potter i Kamień Filozoficzny
- Władca Pierścieni: Drużyna Pierścienia
- Shrek

### Najlepsze efekty specjalne
- Władca Pierścieni: Drużyna Pierścienia
- A.I. Sztuczna inteligencja
- Harry Potter i Kamień Filozoficzny
- Moulin Rouge!
- Shrek

### Najlepszy krótkometrażowy film animowany
- Dog
- Camouflage
- Home Road Movies
- Tuesday
- The World of Interiors

### Najlepszy film krótkometrażowy
- O dziewczynie
- Inferno
- The Red Peppers
- Skin Deep
- Tattoo